# Persone di nome Riccardo/Calciatori
| Questa pagina contiene informazioni ricavate automaticamente dalle voci biografiche con l'ausilio del template Bio e di un bot. L'aggiornamento è periodico e automatico e ricostruisce completamente la pagina. Se manca una persona in questa lista, sei pregato di non aggiungerla, ma accertati piuttosto che la sua voce biografica contenga il template Bio e che i dati anagrafici siano correttamente compilati. Se il template Bio manca, inseriscilo tu stesso o, in alternativa, metti l'avviso {{tmp\|Bio}} che ne segnala la mancanza. Se i dati riportati sono sbagliati, correggi direttamente la voce biografica; le modifiche saranno visibili in questa lista entro pochi giorni. Per chiarimenti vedi il progetto antroponimi. La lista contiene solo le 56 persone che sono citate nell'enciclopedia e per le quali è stato implementato correttamente il template Bio. Pagina aggiornata al 22 lug 2025. |

Questa è una lista di persone presenti nell'enciclopedia che hanno il nome Riccardo e sono calciatori.

## A(1)
- Riccardo Ajmone Marsan, calciatore e imprenditore italiano (Torino, n. 1889 - Torino, † 1958)

## B(5)
- Riccardo Battistoni, calciatore italiano (San Giovanni Lupatoto, n. 1895 - San Giovanni Lupatoto, † 1956)
- Riccardo Bocalon, calciatore italiano (Venezia, n. 1989)
- Riccardo Bonometti, calciatore italiano (Brescia, n. 1910 - Brescia, † 1981)
- Riccardo Brosco, calciatore italiano (Roma, n. 1991)
- Riccardo Budoni, ex calciatore, ex giocatore di calcio a 5 e allenatore di calcio a 5 italiano (Roma, n. 1959)

## C(6)
- Riccardo Calafiori, calciatore italiano (Roma, n. 2002)
- Riccardo Capellini, calciatore italiano (Cremona, n. 2000)
- Riccardo Cazzola, ex calciatore italiano (Verona, n. 1985)
- Riccardo Ciervo, calciatore italiano (Latina, n. 2002)
- Riccardo Colombani, calciatore italiano (Trieste, n. 1912)
- Riccardo Cornolti, calciatore e organaro italiano (Bergamo, n. 1905 - Bergamo, † 1963)

## D(4)
- Riccardo Dalla Torre, calciatore e allenatore di calcio italiano (Berra, n. 1921 - Berra, † 1982)
- Riccardo Della Puppa, calciatore italiano (Aviano, n. 1919)
- Riccardo Dessì, ex calciatore e medico italiano (Cagliari, n. 1947)
- Riccardo Di Santo, calciatore e allenatore di calcio italiano (Sulmona, n. 1913 - Pescara, † 2004)

## E(1)
- Riccardo Eberhardt, calciatore italiano (Milano, n. 1891)

## F(3)
- Riccardo Fiamozzi, calciatore italiano (Mezzocorona, n. 1993)
- Riccardo Fimognari, ex calciatore italiano (Torino, n. 1970)
- Riccardo Fossati, calciatore italiano (Sampierdarena, n. 1911)

## G(3)
- Riccardo Gagliolo, calciatore italiano (Imperia, n. 1990)
- Riccardo Gagno, calciatore italiano (Montebelluna, n. 1997)
- Riccardo Gissi, ex calciatore italiano (Barletta, n. 1980)

## I(4)
- Riccardo Idda, calciatore italiano (Alghero, n. 1988)
- Riccardo Improta, calciatore italiano (Pozzuoli, n. 1993)
- Riccardo Innocenti, ex calciatore italiano (Ardenno, n. 1943)
- Riccardo Isada, calciatore italiano (Casale Monferrato, n. 1911 - † 1972)

## M(9)
- Riccardo Maniero, calciatore italiano (Napoli, n. 1987)
- Riccardo Marchizza, calciatore italiano (Roma, n. 1998)
- Riccardo Maritozzi, ex calciatore italiano (Russi, n. 1959)
- Riccardo Mascheroni, ex calciatore italiano (Galliate, n. 1945)
- Riccardo Meggiorini, ex calciatore italiano (Isola della Scala, n. 1985)
- Riccardo Montolivo, ex calciatore italiano (Milano, n. 1985)
- Riccardo Moradei, ex calciatore italiano (Prato, n. 1938)
- Riccardo Mottola, calciatore italiano (Lecce, n. 1904)
- Riccardo Muccioli, ex calciatore sammarinese (San Marino, n. 1974)

## N(1)
- Riccardo Nardini, calciatore italiano (Pavullo nel Frignano, n. 1983)

## O(3)
- Riccardo Okely, calciatore italiano (Roma, n. 1906 - Roma, † 1989)
- Riccardo Olivari, calciatore italiano
- Riccardo Orsolini, calciatore italiano (Ascoli Piceno, n. 1997)

## P(5)
- Riccardo Panzacchi, calciatore italiano (Loiano, n. 1900)
- Riccardo Pasqualetto, ex calciatore italiano (Venezia, n. 1970)
- Riccardo Perpetuini, ex calciatore italiano (Latina, n. 1990)
- Riccardo Piscitelli, calciatore italiano (Vimercate, n. 1993)
- Riccardo Poli, calciatore italiano (Borgo Val di Taro, n. 1910)

## R(2)
- Riccardo Revelant, calciatore italiano
- Riccardo Rovinelli, ex calciatore italiano (Fano, n. 1972)

## S(4)
- Riccardo Saponara, ex calciatore italiano (Forlì, n. 1991)
- Riccardo Scimeca, ex calciatore inglese (Leamington Spa, n. 1975)
- Riccardo Sogliano, ex calciatore e dirigente sportivo italiano (Alessandria, n. 1942)
- Riccardo Sottil, calciatore italiano (Torino, n. 1999)

## T(4)
- Riccardo Taddei, ex calciatore italiano (Pisa, n. 1980)
- Riccardo Tana, calciatore italiano (Lecce, n. 1903)
- Riccardo Tornabuoni, calciatore italiano (Pisa, n. 1903 - Roma, † 1979)
- Riccardo Toros, calciatore italiano (San Lorenzo Isontino, n. 1930 - San Lorenzo Isontino, † 2001)

## V(1)
- Riccardo Alberto Villa, calciatore italiano (Monza, n. 1919)